# Volkersheim (Ehingen)
Volkersheim ist ein Teilort der Großen Kreisstadt Ehingen (Donau) im Alb-Donau-Kreis in Baden-Württemberg. Der Ort wurde im Jahr 1973 nach Ehingen eingemeindet. Ortsvorsteherin ist Sabine Hecht (Stand: 2024).

## Geschichte
Volkersheim wird erstmals im Jahr 1245 genannt, als namengebender Sitz eines Dienstmannes der Grafen von Berg und der Grafen von Wartstein.
Eine Burg ist im Jahr 1411 nachgewiesen worden. Später gehörte der Ort den Herren von Gundelfingen. Im Jahr 1411 verkaufte Dietrich von Ehestetten, der in Nasgenstadt lebte und Lehensmann der Gundelfinger war, das Dorf an das Heilig-Geist-Spital in Biberach. Im Jahr 1803 kam Volkersheim zusammen mit Biberach an Baden, und im Jahr 1806 zum Königreich Württemberg. Seit dem Jahr 1938 gehörte es zum Landkreis Ehingen.
Die Kapelle wurde in der zweiten Hälfte des 18. Jahrhunderts erbaut. Sie ist dem Heiligen Wendelin geweiht.
Volkersheim wurde am 1. Januar 1973 nach Ehingen eingemeindet und ist dort heute einer von 17 Teilorten.

## Politik

### Ortschaftsrat
Dem Ortschaftsrat gehören nach der Kommunalwahl vom 9. Juni 2024 mit der Ortsvorsteherin als Vorsitzende acht Mitglieder an.
| Partei           | Stimmen | Sitze |
| Einzelkandidaten | 98,84 % | 8     |

## Wirtschaft
Die größten ortsansässigen Unternehmen sind das E-commerce Unternehmen Grillrost.com sowie die Baugeschäft + Holzbau GmbH Neubrand.

## Söhne und Töchter des Dorfes
- Eberhard Geiger (1944–2012), Brauwissenschaftler